# Branoux-les-Taillades
Branoux-les-Taillades é uma comuna francesa na região administrativa de Occitânia, no departamento de Gard. Estende-se por uma área de 15,02 km². Em 2010 a comuna tinha 1 368 habitantes (densidade: 91,1 hab./km²).